# يوكاوا هيديكي
هيديكي يوكاوا (باليابانية: 湯川 秀樹)؛ (1907-1981) هو فيزيائي ياباني، حائز على جائزة نوبل في الفيزياء، يرجع له الفضل في اكتشاف الميزون، أحد الأجسام الأولية.

## حياته
ولد في طوكيو، وتابع دراسته في جامعة كيوتو وأوساكا، قبل أن يصبح استاذا 1939 م لمادة الفيزياء في جامعة كيوتو. قام بإلقاء الدروس في جامعات أوساكا، برينستون وكولومبيا في الولايات المتحدة.

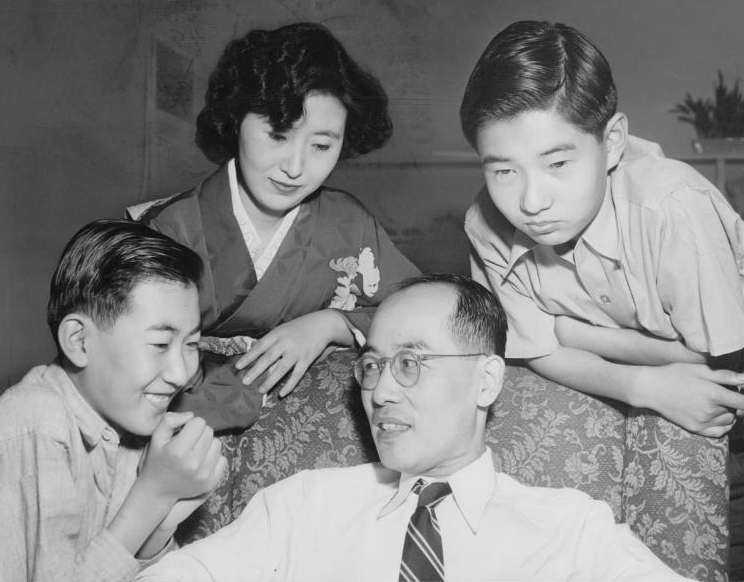
يوكاوا مع عائلته عام 1949

عام 1953 م أصبح «يوكاوا» مدير لمعهد الأبحاث في الفيزياء الأساسية التابع لجامعة كيوتو. أدت بحوثه المكثفة في ميكانيكا الكم، وفيزياء الجزيئات عام 1935 م إلى الاكتشاف النظري لوجود جزيئات الميزون. كوفئ على اكتشافه بمنحه جائزة نوبل للفيزياء سنة 1949 م. قبل ذلك 1946 م استطاع العالمان سي. باول (C. Powell) وجي. أوتشياليني (G. Occhialin) عن طريق أعمالهما في مجال الإشعاعات الكونية أن يثبتا صلاحية نظرية الميزون.

## اقرأ أيضا
- جهد يوكاوا

## روابط خارجية
- يوكاوا هيديكي على موقع الموسوعة البريطانية (الإنجليزية)
- يوكاوا هيديكي على موقع مونزينجر (الألمانية)
- يوكاوا هيديكي على موقع إن إن دي بي (الإنجليزية)